# Carlo Bianchi (calciatore anni 1900)
Carlo Bianchi (fl. XX secolo) è stato un calciatore italiano, di ruolo difensore.

## Carriera

### Giocatore
Nella sua unica stagione al Milan scende in campo una sola volta, l'esordio è avvenuto il 17 gennaio 1909, U.S. Milanese-Milan 3-1.